# Autorité internationale de la Ruhr
L'Autorité internationale de la Ruhr (AIR) (1949-1952) est un organisme de contrôle international visant à répartir la gestion de la production de charbon et d'acier de la Ruhr entre le marché allemand et l'exportation. L'AIR, si elle fait suite aux nombreuses demandes de la diplomatie française d'un contrôle international sur la région de la Ruhr, permet avant tout, en coopération avec l'OECE, de s'assurer du bon déroulement du plan Marshall

## Origines
À la suite de la Seconde Guerre mondiale, l'Allemagne est divisée entre les quatre vainqueurs. Or, chacune de ces puissances a tendance à gérer sa zone d'occupation en autonomie. Concernant la Ruhr, la région la plus productive d'Allemagne en matière industrielle, la France tente de mettre en garde contre le danger d'une renaissance de la production industrielle militaire de cette région.

## La conférence de Londres de 1948
Réunis à Londres du 20 avril au 2 juin 1948, les États-Unis, le Royaume-Uni, la France, la Belgique, les Pays-Bas et le Luxembourg décident d'instituer une Autorité internationale de la Ruhr pour contrôler la production d'acier et de charbon de la région la plus industrialisée d'Europe. Ces accords sont signés le 28 avril par les six pays, ils prévoient une coordination des activités de production de la Ruhr avec celles de l'Organisation européenne de coopération économique (OECE).

L'accord de Petersberg signé le 22 novembre 1949 par le chancelier Konrad Adenauer et les trois représentants de la Haute commission alliée, associe également l'Allemagne à la gestion de cette zone.

## Zones concernées

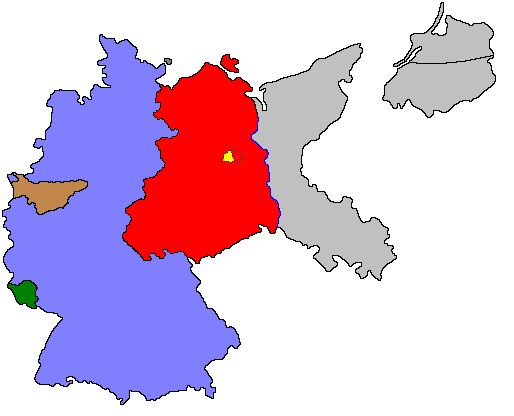
La partition effectuée en 1949 avec l'Autorité internationale de la Ruhr (en brun) et le protectorat de Sarre (en vert). En jaune, la situation particulière de Berlin-Ouest.

La conférence de Londres définit une zone regroupant 36 arrondissements répartis sur 3 districts : 
- District de Düsseldorf

1. Arrondissement de Dinslaken
2. Arrondissement de Düsseldorf-Mettmann
3. Arrondissement d'Essen
4. Arrondissement de Gueldre (de)
5. Arrondissement de Krefeld-Uerdingen
6. Arrondissement de Moers
7. Arrondissement de Rees
8. Stadtkreis Düsseldorf
9. Stadtkreis Duisburg-Hamborn
10. Stadtkreis Mülheim
11. Stadtkreis Neuss
12. Stadtkreis Oberhausen
13. Stadtkreis Remscheid
14. Stadtkreis Solingen
15. Stadtkreis Wuppertal

- District de Münster

1. Arrondissement de Beckum
2. Arrondissement de Lüdinghausen
3. Arrondissement de Recklinghausen
4. Stadtkreis Bottrop
5. Stadtkreis Gelsenkirchen
6. Stadtkreis Gladbeck
7. Stadtkreis Recklinghausen

- District d'Arnsberg

1. Arrondissement d'Ennepe-Ruhr
2. Arrondissement d'Iserlohn
3. Arrondissement d'Unna
4. Stadtkreis Bochum
5. Stadtkreis Castrop-Rauxel
6. Stadtkreis Dortmund
7. Stadtkreis Hagen
8. Stadtkreis Hamm
9. Stadtkreis Herne
10. Stadtkreis Iserlohn
11. Stadtkreis Lünen
12. Stadtkreis Wanne-Eickel
13. Stadtkreis Wattenscheid
14. Stadtkreis Witten

## Dissolution
Dans un premier temps, les Allemands sont, dans leur majorité, opposés à une organisation qui limite de fait leur souveraineté en matière économique. Cependant, avec l'aggravation de la tension internationale se développe le rapprochement franco-allemand. Ainsi, la signature, le 18 avril 1951 à Paris, du traité instituant la Communauté européenne du charbon et de l'acier (CECA) sonne le glas de l'Autorité internationale de la Ruhr, le 27 mai 1952.